# هوگو هول
هوگو هول (انگلیسی: Hugo Houle؛ زادهٔ ۲۷ سپتامبر ۱۹۹۰) دوچرخه‌سوار اهل کانادا است.
از باشگاه‌هایی که در آن بازی کرده‌است می‌توان به اسپایدرتک–سی۱۰، تیم آستانه، آژ۲آر لا موندیال، و تیم دوچرخه‌سواری آکادمی اسرائیل اشاره کرد.
وی در مسابقات کشوری و بین‌المللی در مجموع برندهٔ ۱ مدال طلا شده‌است.